# Maharisi Mahes jógi

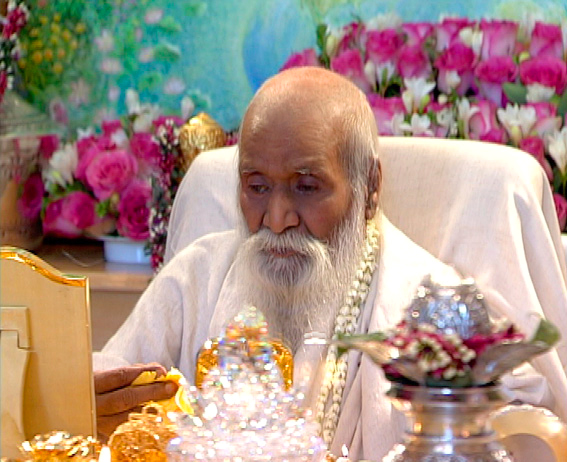
Maharishi Mahesh Yogi (2007)

Maharisi Mahes jógi (Jabalpur, 1917/1918. január 12. – Vlodrop, Hollandia, 2008. február 5.), indiai jógi, guru, aki a transzcendentális meditáció (TM) népszerűsítéséről ismert.

## Életrajza
Egy jómódú és művelt indiai családban született Mahesh Prasad Varma (Mahés Praszád Varma) néven. 1940-ben az Allahabadi Egyetemen diplomázott fizikusként. 1941-ben Szvámi Brahmánanda Szaraszvatinak, Dzsjótirmath Sankaracsárjájának (Észak-India egyik ismert spirituális vezetőjének) a tanítványa és titkára lett, aki a Bal Brahmacsári Mahesh nevet adta neki. A Sankarácsárja 1953-ban bekövetkezett haláláig mesterével maradt, majd ugyanebben az évben a himalájai Uttarkásíba, a Szentek Völgyébe vonult vissza kb. két évre. 1955-ben elhagyta Uttarkásít és nyilvános előadásokat tartott egy ősi, védikus, hagyományos meditációs technikáról, amit később transzcendentális meditációnak nevezett el. Üzenete az volt, hogy ezáltal a technika által a határtalan boldogság mindenki számára elérhető.
A Nagyok Szemináriumán 1958-ban megalapította a Spirituális Megújulás Mozgalmat (Spiritual Regeneration Movement) és elindult világkörüli útjára. Első állomása Burma fővárosa, Rangoon volt a Bódhipúrnimá napján. Egy évvel megérkezése előtt egy idős buddhista szerzetes megjósolta, hogy ezen a napon egy nagy indiai jógi fog érkezni a Himalájából. Maharisi a Távol-Kelet országaiban kb. hat hónapot töltött meditációt tanítva. Több meditációs központot is alapított, köztük egyet 1958. augusztus 17-én Szingapúrban, amelynek megnyitóján a szingapúri miniszterelnök, Lim Yew Hock is jelen volt. Ezután Hawaii szigetére utazott, ahol a Honolulu Star Bulletin ezt írta róla: „Nincsen pénze és nem kér semmit. Evilági tulajdona elfér egy kézben. Maharisi Mahes jógi világkörüli úton van. Egy üzenetet visz, mely, ahogy mondja, megszabadítja a világot a boldogtalanságtól és az elégedetlenségtől…”. 1959-ben San Franciscóba utazott és az Egyesült Államokban népszerűsítette az elme lecsendesítésének módszerét.
Később Európában is tanított. A Transzcendentális Meditációnak az elmére, a testre, a viselkedésre és a környezetre gyakorolt jótékony hatásait számtalanszor vizsgálták, ám egyelőre független kutatásokkal az eredményeket nem tudták megerősíteni.
Maharisi főként azzal lett ismert a világban, hogy olyan hírességeket tanított meg meditálni, mint például a Beatles és a Beach Boys tagjai, Donovan énekes-zeneszerző, Andy Kaufman komikus, Doug Henning bűvész, Clint Eastwood és David Lynch rendezők valamint Howard Stern, Mia Farrow és Shirley MacLaine.

## Magyarul megjelent művei
- Robert Roth: Maharishi Mahesh Yogi transzcendentális meditációja; ford. Kohut Judit; Arkánum, Bp., 1991
- A Transzcendentális Meditációról azoknak, akik kételkednek az élet határtalan lehetőségeiben; Maharishi Mahesh Yogi tanítása alapján összeáll. Sőregi Ottó; Thermo-Gáz Bt., Szeged, 1996
- Maharishi Mahesh Yogi: A Bhagavad-gítá. Új fordításban és új magyarázattal. 1-6. fejezet; Vaszistha Kiadó (vaszistha.hu), 2016
- A Lét tudománya és az élet művészete. Transzcendentális Meditáció; előszó Bevan Morris, ford. Dienes István, Dienes-Nagy Erika; Vaszistha Kiadó (vaszistha.hu), 2019